# Remora osteochir
A Remora osteochir a sugarasúszójú halak (Actinopterygii) osztályának sügéralakúak (Perciformes) rendjébe, ezen belül az Echeneidae családjába tartozó faj.

## Előfordulása
A Remora osteochir a Föld óceánjainak a szubtrópusi és mérsékelt övi részein él. Elterjedési területe a Csendes-óceánban Kalifornia déli részétől Peruig tart, valamint Guam környékén. Az Atlanti-óceán-i előfordulási helye az USA-i Massachusettstől kezdődig és egészen Brazíliáig tart. A Madeira-szigeteknél is van állománya.

## Megjelenése
Legfeljebb 40 centiméter hosszú. 11-16,8 centiméteresen már felnőttnek számít.

## Életmódja
Nyílt tengeri hal, amely főleg vitorláskardoshal-félékre (Istiophoridae), de egyéb nagytestű halakra is tapadva él. Főleg a kopoltyúra tapad.

## Szaporodása
Ikráit nem rajokban rakja le, hanem párt alkotva szaporodik.